# Злоторија (Лубич)
Злоторија (пољ. Złotoryja) град је у Пољској у Војводству доњошлеском. По подацима из 2012. године број становника у месту је био 16 406.

## Становништво
| 2012.  |
| ------ |
| 16 406 |

## Партнерски градови
- Золинген
- Пулсниц